# Musculus levator labii superioris
Der Musculus levator labii superioris („Oberlippenheber“) ist ein Hautmuskel des Kopfes. Sie entspringen am Oberkiefer und Jochbein und strahlen in die Oberlippe ein. Der Muskel gehört zur mimischen Muskulatur und zieht die Oberlippe nach oben. Er liegt seitlich des Musculus levator labii superioris alaeque nasi und medial des Musculus zygomaticus minor. Der Oberlippenheber wird vom Nervus facialis innerviert und von Ästen der Arteria facialis und dem Unteraugenast der Arteria maxillaris versorgt.
Bei den meisten Säúgetieren ist der kräftigste mimische Muskel. Er entspringt am nasenseitigen Augenwinkel und setzt bei Raubtieren und Paarhufern seitlich an Nasenloch und Oberlippe an. Bei Pferden befestigt er sich mit einer Sehnenplatte an der Mitte der Oberlippe.